# Global Network for Rights and Development

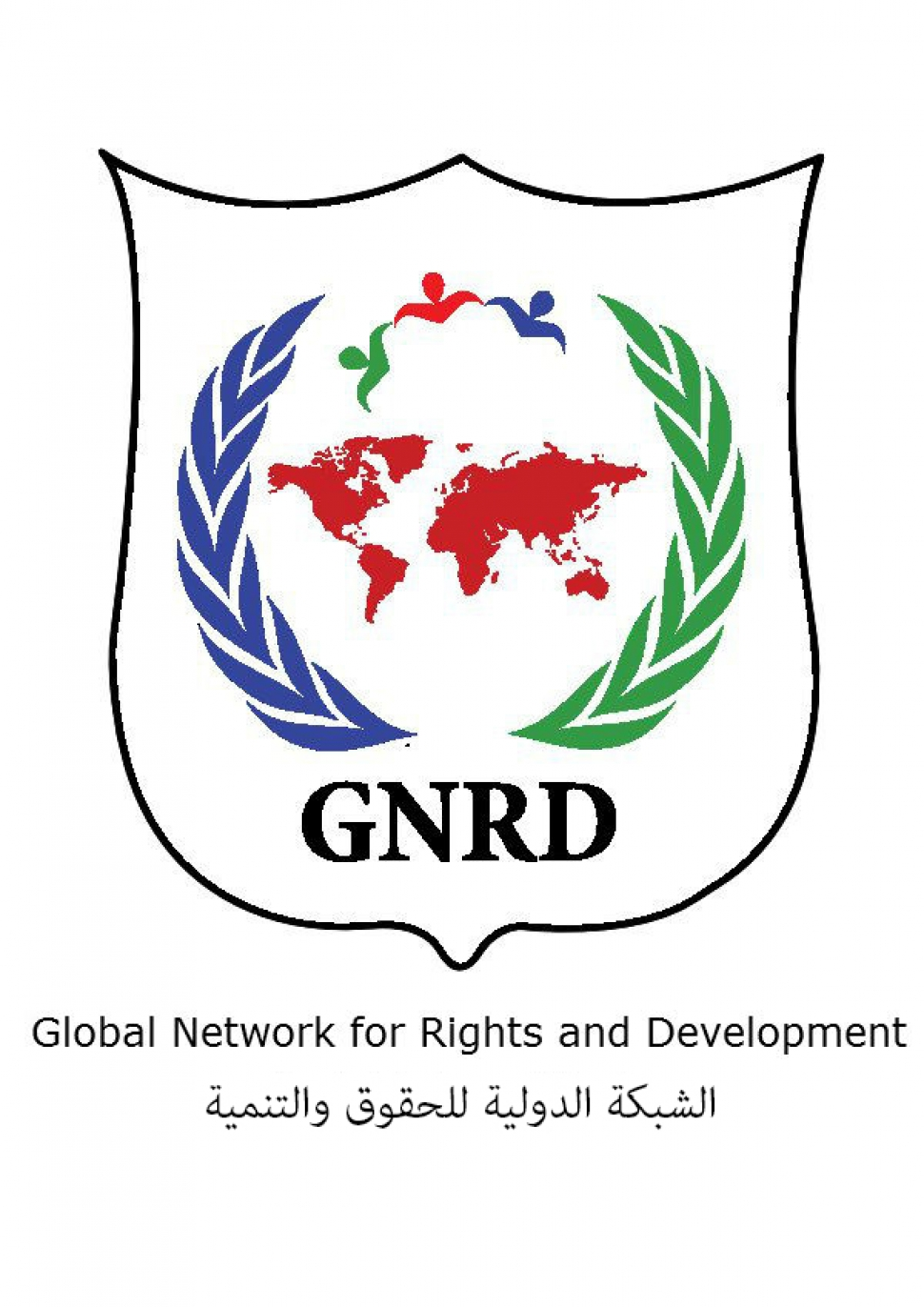
Logo de la GNRD

Red Global por los Derechos y el Desarrollo (comúnmente conocida GNRD) es una ONG internacional creada en junio de 2008. Su objetivo consiste en reforzar y apoyar los derechos humanos y el desarrollo a través de nuevas estrategias y políticas que promuevan un verdadero cambio. La organización busca promover un desarrollo humano sostenible y ayudar a los grupos desfavorecidos. Sus acciones son parte de un movimiento mundial cuyo objetivo es erradicar la pobreza y la justicia así como asegurar que todos los seres humanos pueden ejercer plenamente sus derechos y disfrutar de una vida digna.
La sede principal de GNRD se encuentra en Stavanger, Norway. GNRD tiene cinco oficinas regionales, tres altos comisionados regionales y una embajadora de Buena voluntad (Doña Carole Samaha).

## Objetivos de GNRD
Según la web de GNRD, sus objetivos son:
- Contribuir a la colaboración con los principales agentes, establecer cooperación y alianzas entre el sector público y el privado, en las áreas académica, técnica y política para promover y proteger los derechos humanos y el desarrollo
- Apoyar y proteger a los grupos más vulnerables y a las personas en situaciones de crisis humanitarias a través de medidas que aseguren su bienestar y sus derechos a la igualdad de oportunidades.
- Empoderar a la juventud a través de programas y formación junto con el apoyo de los Grupos de Juventud de GNRD.

Ayudar a paliar el sufrimiento de las personas afectadas por situaciones de conflicto, ofreciéndoles apoyo a la mediación cuando sea necesario, desde una perspectiva de una paz justa y duradera, de acuerdo con las leyes internacionales y de las Naciones Unidas.

## Misión
En esta época de globalización hay una creciente actividad humana y de intercambio de creencias, productos, ideas y culturas. Por ello es imprescindible asegurar una positiva utilización de la globalización, para hacerla inclusiva e igualitaria. GNRD colabora con las Naciones Unidades y otras instituciones internacionales con el fin de beneficiar a los grupos más vulnerables y a aquellas personas en situaciones de crisis.

## Visión
La visión de GNRD es crear un mundo en el que no haya violaciones de derechos humanos y no exista la pobreza, un mundo en el que cada persona pueda disfrutar de sus derechos humanos y tener una vida digna
GNRD tiene como objetivo contribuir al movimiento global for la justicia social.

## Presidente
El Presidente de GNRD es Dr. Loai Deeb (لؤي ديب).

## Oficinas regionales
GNRD tiene cinco oficinas regionales: Amán, Jordania; Bruselas, Bélgica; Dubái, EAU; Ginebra, Suiza; y Valencia, España.

## Cooperación con la Unión Africana
GNRD firmó el memorando de acuerdo con la Comisión de la Unión Africana el 13 de diciembre de 2013.<
De acuerdo con el memorando firmado, la Comisión de la Unión Africana y GNRD trabajar de forma conjunta para estudiar oportunidades de cooperación y alianzas en las siguientes áreas:
- Potenciar la participación de la sociedad civil en la formulación de políticas;
- Promover la buena governanza, la democracia, los derechos humanos y el desarrollo;
- Crecimiento socioeconómico y desarrollo en África;
- Generación y diseminación de información en asuntos relaciones con derechos humanos, integración continental, desarrollo económico y justicia social;
- Apoyo a los esfuerzos de consolidación de la paz en África;
- Labor de defensa y apoyo a la asistencia humanitaria y de emergencias.[8]

## Actividades en el Parlamento
GNRD está inscrita en el Registro de Transparencia de la Unión Europea. De esta forma, GNRD organiza eventos y hace lobbying dentro del Parlamento Europeo.
como la conferencia de GNRD sobre “Infancia en Zonas de Conflicto” en el Parlamento Europeo

## Conferencias de GNRD
1- Conferencia sobre Baréin: de la crisis a la estabilidad, (“Conference from Crisis to Stability”), 12 de abril de 2012 – El Cairo, Egipto

2- Conferencia “Egypt Return”, El Cairo, Egipto, 6 de julio de 2012

3- Conferencia internacional, "Conciliar la lucha contra el terrorismo con los derechos humanos:  Desafíos y Oportunidades”- Ginebra, Suiza, 16 y 17 de febrero de 2015.

## Misiones de Observación
GNRD ha participado en la observación de elecciones y referendos internacionales. A través de estas misiones, GNRD busca apoyar la transición democrática de los países, promover el derecho al voto y contribuir a la transparencia en los procesos electorales.
GNRD ha sido oficialmente acreditada como observador internacional en la supervisión de las siguientes elecciones y referendos:
- Referendo para la independencia de Sudán del Sur, 14 y 15 de junio de 2011;
- Elecciones al Parlamento de Jordania el 23 de enero de 2013;
- Referendo constitucional en Egipto, 14 y 15 de enero de 2014;[18]
- Elecciones presidenciales en Argelia el 17 de mayo de 2014;[19]
- Elecciones presidenciales en Egipto, 26 y 27 de mayo de 2014;[20]
- Elecciones parlamentarias y presidenciales en Túnez, octubre, noviembre y diciembre de 2014.[21]

## Críticas
La desaparición en agosto de 2014 de dos trabajadores de GNRD mientras investigaban la situación de los trabajadores inmigrantes en Catar fue dada a conocer por BBC, CNN, The Guardian, The Independent, etc. Tras esta noticia se han publicado una serie de artículos que sugieren que GNRD pueda estar financiada por el gobierno de los Emiratos Árabes Unidos y que esta era la razón por la que Catar detuvo a los trabajadores de GNRD durante 20 días. En el blog al-bab’s, Brian Whitaker escribió “Si bien es possible que estos hombres fueran arrestados porque Qatar quería eliminar sus hallazgos, es también posible (y quizás es más probable) que fueran capturados en una disputa entre Qatar y los Emiratos Árabes en la cual su organización, GNRD, es sospechosa para Qatar de jugar en el otro bando”. El blog además critica las actividades de GNRD y su Presidente.
GNRD respondió a las críticas de Brian Whitaker en su web y hay un proceso legal abierto contra él, reclamando que sus acusaciones son “falsas” y “difamatorias”.
Y su respuesta fue la siguiente 
La Red Mundial por los Derechos y el Desarrollo (GNRD) publica esta nota en respuesta a los artículos publicados a través de www.al-bab.com por el Sr. Brian Whitaker en relación a las actividades y el personal de GNRD. Estos artículos contienen graves acusaciones en relación a la financiación y actividades de GNRD así como hacia la identidad y actividades de su Presidente.

Tales acusaciones han sido tomadas muy en serio por GNRD debido al negativo impacto en su imagen y a la posibilidad de que la información contenida en www.al-bab.com sea considerada una información fiable por parte de prestigiosas instituciones.  Después de examinar cuidadosamente las declaraciones hechas for el Sr. Brian Whitaker en sus artículos, GNRD considera que tales declaraciones son falsas y engañosas por lo que GNRD se encuentra en proceso de iniciar una causa legal.

GNRD cree que todas las personas tienen derecho a la libertad de expression, sin embargo la implacable campaña del Sr. Whitaker contra GNRD es difamatoria y maliciosa, lo que equivale a un acoso delictivo.

Nos parece muy curioso que los comentarios del Sr. Whitaker se concentren en una sola ONG y que la totalidad de sus posts en su web no se refieran a ninguna otra ONG u organización humanitaria activa en la region. Y aún es más sorprendente el enfoque del Sr. Whitakerque que centra sus críticas en algunos países de la región mientras que ignora otros países en en sus reportajes sobre Oriente Medio.

El uso que el Sr. Whitaker hace de la publicidad en internet para promocionar su página web demuestra tal cantidad de recursos monetarios que la mayoría de los blogueros soñarín con tener. Esto nos lleva a la siguiente cuestion: ¿Cuáles son sus motivos para llevar a cabo esta campaña de hostilidad hacia una organización humanitaria que desarrolla proyectos para la comunidad y de asistencia social en diferentes continentes con total transparencia?

Como evidencia de las actividades de GNRD en las áreas de libertad de expression, ciudadanía y responsabilidad social ante desafíos como la radicalización de la juventud y el terrorismo, se puede consultar su página web www.gnrd.net en la que además se explican las diferentes áreas de trabajo de nuestra organización.

Debido al gran número de afirmaciones infundadas e indignantes presentadas como hechos en los artículos del Sr. Whitaker, deseamos responder a aquellas que consideramos más importantes así como probar que son infundadas, difamatorias e infringen la ley.

Financiación de GNRD

Los artículos de Al-Bab proporcionan supuesta “información” sobre la financiación de GNRD por el gobierno de los Emiratos Arabes y afirma que GNRD tiene fuertes vínculos con los Emiratos Arabes. Tal información es infundada y puede ser desmentida a través del informe financiero que ha sido preparado por una firma contable y auditora de Noruega.

La conexión de GNRD con los Emiratos Arabes se limita a su oficina registrada en este país y GNRD nunca ha recibido financiación alguna del gobierno de los Emiratos Arabes. La oficina de GNRD está registrada en la Ciudad Humanitaria Internacional en Dubai junto con 9 agencias de la ONU y casi 50 ONG (como por ejemplo the American Refugee Committee; the International Federation of the Red Cross and Red Crescent Societies (IFRC); the Norwegian Refugee Council (NRC); y the World Vision International).

Presidente de GNRD

Dr. Loai Deeb es un ciudadano noruego de origen palestino. Ha sido muy activo en el campo del desarrollo y los derechos humanos durante los últimos 15 años, período durante el cual ha sido miembro de varias ONG.  También ha sido uno de los fundadores de varias instituciones en el campo de los derechos humanos. El activo papel de Dr. Deeb hace inaceptable los ataques de Al-Bab. Además, los artículos de Al-Bab ponen especial énfasis en lo que el Sr. Whitaker llama “La Universidad escandinava”, cuando en realidad el nombre correcto de la institución es Instituto Escandinavo de para los Derechos Humanos (the Scandinavian Institute for Human Rights (SIHR)), de la cual Dr. Loai Deeeb fue uno de los fundadores. El fin de este Instituto es llevar a cabo programas de capacitación en derechos humanos así como contribuir al desarrollo de futuras generaciones. SIHR es una próspera organización situada en Ginebra, Suiza, que lleva a cabo varios cursos de formación. Dr. Loai Deeb dejó el Consejo de SIHR en 2013 para centrarse en su trabajo en GNRD. GNRD mantiene una buena relación de trabajo con SIHR y planea realizer proyectos de formación de forma conjunta con el Instituto.

'Actividades de GNRD

Un importante detalle a tener en cuenta es que el primer artículo sobre GNRD se publicó en Al-Bab justo después de la detención de dos investigadores de GNRD en Qatar (4 de septiembre de 2014). El artículo afirmaba que «La campaña de GNRD se ha centrado particularmente en Qatar”.

Una forma sencilla de evaluar las campañas y actividades de GNRD es visitar su página web que apenas contiene referencias a Qatar y que por el contrario presenta una variedad de sus actividades en todo el mundo. Desde septiembre de 2014 el Sr. Brian Whitaker ha venido siguiendo de forma continuada las actividades y artículos de GNRD, comentando cada una de las actividades de GNRD y añadiendo a sus posts declaraciones infundadas e información ficticia.

GNRD es consciente de que las ONG que trabajan en derechos humanos en ocasiones son criticadas por su trabajo por grupos con fines partidistas e intereses creados, en especial durante su fase inicial.  Incluso las organizaciones más conocidas han vivido esto. La cuestión que surge es ¿cuál es el plan del Sr. Whitaker y qué intereses representa? GNRD manifiesta su esperanza de que ninguna persona  ni organización tome en cuenta las falsedades que contienen los posts de Al-Bab o que se formen una opinión sobre GNRD únicamente sobre la base de los artículos de Mr. Whitaker puesto que contienen acusaciones infundadas y por ello estamos tratando este asunto a través de los tribunales.

## Informes y actividades de GNRD: 2013-2014
En el período 2013 – 2014 la Red Mundial por los Derechos y el Desarrollo (GNRD) ha seguido promoviendo la aplicación de los derechos humanos reconocidos en la Declaración Universisal de Derechos Humanos. En cumplimiento con la ONU y sus principios y objetivos, GNRD ha realizado una serie de actividades tal y como se detalla a continuación:

## Actividades 2013
25 de enero –con el fin de promover los derechos de los mujeres, GNRD junto con Worldwide Organization for Women (WOW) organiza un evento paralelo sobre los derechos de las minorías en Francia (dentro de la 15 UPR sesión en la sede de Naciones Unidas en Ginebra):  http://gnrd.net/vnews.php?id=147 (enlace roto disponible en Internet Archive; véase el historial, la primera versión y la última).
28–29 de enero– GNRD, como co-organizador, celebra el evento “Syrian International Conference for Democratic Syria and Civilian State” en el que se analizó la situación pasada, actual y futura de los derechos humanos y la situación humanitaria en Siria (Starling Hotel in Ginebra, Suiza).
4 de abril – GNRD participa en el modelo de simulación “Liga de los Estados Árabes y las Naciones Unidas (en El Cairo, Egipto) con objeto de contribuir a un desarrollo pacífico de las relaciones internacionales.
19–27 de mayo – en el marco de la cooperación entre GNRD y la Comisión de la Unión Africana (AUC), GNRD inaugura las actividades en el 50° aniversario de la AUC y la 21.ª cumbre de la AUC (Addis Adaba, Etiopía): https://web.archive.org/web/20130915094301/http://gnrd.net/vnews.php?id=180
1 de julio – con objeto de apoyar a los egipcios en la defensa de sus derechos, libertades y la justicia social, GNRD formula una declaración recalcando la necesidad de proteger la celebración de manifestaciones pacíficas en Egipto y solicitando al gobierno el rechazo a cualquier tipo de violencia. https://web.archive.org/web/20130807142725/http://www.gnrd.net/vnews.php?id=183
21 de julio – Con objeto de prestar asistencia humanitaria a las personas refugiadas de Siria, GNRD organiza una misión humanitaria al campo de refugiados Cyber City situado en la frontera entre Siria y Jorndania, donde distribuyó 460 paquetes de ayuda con comida para los refugiados: https://web.archive.org/web/20130807142735/http://www.gnrd.net/vnews.php?id=188
12 de septiembre – con el fin de identificar y analizar posibles soluciones a la situación en Siria, GNRD, en cooperación con la Alliance of Civil and Political Forces against Dictatorship and Foreign Intervention in Syria (Alianza de fuerzas políticas y civiles contra la dictadura y la intervención extranjera in Siria), organiza la conferencia internacional “Contra la dictadura y la intervención extranjera en Siria” (Bruselas, Bélgica): https://web.archive.org/web/20161224181831/http://gnrd.net/vnews.php?id=247
16 de septiembre – En el marco de la conferencia “Somalia New Deal” (Bruselas, Bélgica) GNRD presenta el informe que pone de manifesto el trabajo llevado a cabo por la Unión Europea y otros agentes para asegurar el desarrollo económico y social de forma pacífica en Somalia: https://web.archive.org/web/20140318191521/http://www.gnrd.net/vnews.php?id=260
14 de octubre – GNRD emite una serie de comunicados de prensa con el fin de defender los derechos de las personas refugiadas y migrantes de África y Oriente Medio que, en su intento de cruzar el mar Mediterráneo, se enfrentan a situaciones en las que su vida peligra y en la que mueren personas cada año. GNRD hizo un llamamiento a la Unión Europea para avanzar en la cooperación entre Estados miembros con relación a la política migratoria y la seguridad de las fronteras que incluya una mejor acción de emergencia en el mar Mediterráneo.
```
“GNRD expresa su profunda preocupación por las muertes de migrantes en el mar Mediterráneo” (14 de octubre):
https://web.archive.org/web/20150402170821/http://gnrd.net/seemore.php?id=118
```

“Personas refugiadas en Siria _ Casi imposible entrar a la Unión Europea de forma legal” (24 de octubre): https://web.archive.org/web/20150402171222/http://gnrd.net/seemore.php?id=127
“Derechos de las personas refugiadas – Schulz, president del Parlamento Europeo, critica la política migratoria de la UE” (1 de noviembre): https://web.archive.org/web/20150413113107/http://gnrd.net/seemore.php?id=132
18 de octubre – con objeto de contribuir a las relaciones entre la Liga Árabe y la ONU, y de apoyar los planes de capacitación y programas de liderazgo para la juventud árabe, GNRD se convierte en patrocinador del Modelo “Liga Árabe y las Naciones Unidas”: https://web.archive.org/web/20170323233826/http://gnrd.net/vnews.php?id=307
1 de noviembre – con el fin de atraer la atención internacional y de proponer medidas concretas para aliviar la situación de las personas tras las inundaciones en las regiones de Jartum, del Nilo y del Nilo Blanco a principios de agosto de 2013, GNRD visita a las víctimas y emite una declaración sobre sus condiciones (Jartum, Sudán): http://gnrd.net/vnews.php?id=350 (enlace roto disponible en Internet Archive; véase el historial, la primera versión y la última).
2 de noviembre – para proteger y promover el derecho al juego de la infancia, GNRD lanza el Proyecto “Tengo derecho a jugar” (“I have a right to play”), el cual proporciona a niñas y niños de países en desarrollo el derecho a jugar de una forma segura, libre y con dignidad (Jartum, Sudán): http://gnrd.net/vnews.php?id=363 (enlace roto disponible en Internet Archive; véase el historial, la primera versión y la última).
18 de noviembre – en aras de mejorar el sistema electoral en Egipto, GNDR presenta su solicitud y es seleccionado como observador internacional en las próximas elecciones parlamentarias y en el referendo constitucional: http://gnrd.net/vnews.php?id=370 (enlace roto disponible en Internet Archive; véase el historial, la primera versión y la última).
25 de noviembre – GNRD organiza la conferencia “Violencia contras las mujeres en situaciones de conflicto armado” con el fin de analizar la situación de los derechos humanos de las mujeres en zonas de conflict. Se hizo especial hincapié en el marco normativo internacional, incluida la Convención para la Eliminación de todas las Formas de Discriminación contra las Mujeres (CEDAW), en un contexto de especial violencia contra aquellas personas que defienden los derechos humanos de las mujeres: http://gnrd.net/vnews.php?id=376 (enlace roto disponible en Internet Archive; véase el historial, la primera versión y la última).
7 de diciembre – GNRD organiza la conferencia “Capacitación para periodistas y su rol contra la tortura” (Amán, Jordán) con el fin de promover los derechos de exprensión.
13 de diciembre – La Comisión de la Unión Africana (AUC) y GNRD firman un Memorando de Acuerdo para fortalecer la cooperación entre las partes y facilitar una agenda de la AUC para la integración y el desarrollo: https://web.archive.org/web/20181107012019/http://gnrd.net/seemore.php?id=149
20 de diciembre – Con el fin de promover el derecho de la infancia a jugar, GNRD continua su proyecto “I Have Right to Play” (Tengo Derecho a Jugar) en Addis Ababa, Etiopía: https://web.archive.org/web/20150402094705/http://gnrd.net/seemore.php?id=162

## Informes 2013
20 de enero –para proteger los derechos de las personas refugiadas GNRD organiza una misión observadora a Al Zaatari, un campo de refugiados sirios localizado en Jordán. Ver informe en: https://web.archive.org/web/20130807142946/http://www.gnrd.net/vnews.php?id=140
23 de enero –  con objeto de promover los derechos civiles y políticos de la ciudadanía, analizar los derechos de las ONG y evaluar el sistema electoral en Jordania, GNRD lleva a cabo la Misión de Observación Electoral en las elecciones al parlamento en Jordania. Ver informe en https://web.archive.org/web/20130807142951/http://www.gnrd.net/vnews.php?id=141
10 de noviembre – con el fin de llamar la atención internacional sobre la situación de los derechos humanos en Etiopía, GNRD presenta un reportaje fotográfico “GNRD Inside Look at Ethiopia”. Ver infore en:  https://web.archive.org/web/20150402170856/http://gnrd.net/addis/

## Actividades 2014
14–15 de enero – con objeto de contribuir a la transparencia del referendo constitucional de Egipto de 2014, GNRD, bajo la aprobación de la autoridad egipcia, lleva a cabo su misión de observación internacional sobre la cual presentó un informe junto con una serie de conferencias de prensa en El Cairo, Egipto. Más información en: https://web.archive.org/web/20150413112813/http://gnrd.net/seemore.php?id=164
21 de enero – GNRD junto con GNRD Grupos de Jóvenes (YGGNRD) y en colaboración con la Asociación de Galilee lanza una campaña de donaciones para los refugiados sirios en Jordania. Más información en: https://web.archive.org/web/20150413111055/http://gnrd.net/seemore.php?id=160
28 de enero – como apoyo a la promoción de la libertad de expression, GNRD junto con Eija-Riitta Korhola, miembro del Parlamento Europeo, organiza una mesa redonda “Rol de los medios en la democracia y los derechos humanos – Libertad de prensa” (Parlamento de la UE, Bruselas, Bélgica) Más información en: https://web.archive.org/web/20150413112905/http://gnrd.net/seemore.php?id=161
6 de marzo – con motivo del Día Internacional de las Mujeres y en el marco de la 25.ª sesión del Consejo de Derechos Humanos de la ONU, GNRD, junto con Mariij Foundation for Peace & Development (MFDP), organiza una conferencia sobre la situación de las mujeres en los conflictos armados (Palais des Nations, Ginebra, Suiza). Más información en: https://web.archive.org/web/20150413110724/http://gnrd.net/seemore.php?id=211
10 de marzo – tres días antes de la Reunión Anual del Consejo de Derechos Humanos de la ONU sobre los Derechos de la Infancia, GNRD y su ONG asociada, Mariij Foundation for Peace & Development (MFPD), aprovecharon esta oportunidad para abordar la terrible situación a la que se enfrentan niños y niñas de todo el mundo, prestando especial atención a las consecuencias negativas de las sanciones en la salud de niños y niñas en Sudán. Más información en: https://web.archive.org/web/20150413104610/http://gnrd.net/seemore.php?id=269
11 de marzo – GNRD y su ONG socia en Suiza – International Institute for Peace Justice and Human Rights (IIPJHR) organizan, en el marco de la 25 ª Sesión del Consejo de Derechos Humanos de la ONU el evento “Nueva Constitución de Egipto: Consenso, Transparencia e Inclusión. Un paso en la dirección correcta” (Palais des Nations, Ginebra, Suiza). Más información en: https://web.archive.org/web/20150413105001/http://gnrd.net/seemore.php?id=213
17 de marzo – Con objeto de estudiar los hallazgos y recomendaciones de los observadores internacionales en el referendo constitucional en Egipto así como los desafíos de las futuras elecciones presidenciales y parliamentarias en Egipto, GNRD y Eija-Riitta Korhola, Miembro del Parlamento Europeo, organizan la mesa redonda sobre “Observación internacional del referendo constitucional en Egipto – Desafíos futuros” (Parlamento de la UE, Bruselas, Bélgica). Más información en: https://web.archive.org/web/20150413120431/http://gnrd.net/seemore.php?id=231
23 de marzo – GNRD, como esponsor del Modelo de Simulación Joven de la Liga Árabe y las Naciones Unidas, participa en la organización del Festival ‘Street Children’ cuyo objetivo es crear conciencia sobre la situación de niños y niñas que viven en la calle (El Cairo, Egipto). Más información en: https://web.archive.org/web/20150413120741/http://gnrd.net/seemore.php?id=280
25–27 de marzo – con objeto de concienciar a la población sobre la importancia del rol de la mujer para asegurar la ayuda humanitaria en situaciones de crisis, GNRD-Dubai participó en la Conferencia y Exposición sobre Desarrollo y Ayuda Humanitaria Internacional (Dubái, EAU). Más información en: https://web.archive.org/web/20150413110202/http://gnrd.net/seemore.php?id=273
4 de abril – el equipo de GNRD-Dubai participa en la Carrera “Dubai Festival City Road Race” (Dubái, EAU) como una forma de contribuir a la creación de un compromiso con la ciudadanía de los Emiratos Árabes. Más información en:  https://web.archive.org/web/20150413113900/http://gnrd.net/seemore.php?id=290
11 de abril – con el fin de apoyar los derechos de las personas refugiadas, GNRD junto con sus socios, continua desarrollando el programa de ayuda para las personas refugiadas de Siria que viven fuera de los campos de refugiados y distribuye 800 paquetes de alimentos para 800 familias sirias en Al Karak (Jordania). Más información en: https://web.archive.org/web/20150413110810/http://gnrd.net/seemore.php?id=302
14 de abril – GNRD-Dubai participa en la Exposición ‘Agua, Energía, Tecnología y Medio Ambiente’ (WETEX) como forma de promover una mayor sensibilización sobre la protección medioambiental (Dubái, EAU). Para más información: https://web.archive.org/web/20150413115336/http://gnrd.net/seemore.php?id=304
16 de abril – Como medida para apoyar la educación de las personas en los siete emiratos de una forma segura y saludable, GNRD-Dubai participa en el Green Festival de los Emiratos Árabes (Dubái, EAU). Más información en: https://web.archive.org/web/20150413114003/http://gnrd.net/seemore.php?id=278
17 de abril – Previa aprobación de la Autoridad argelina, GNRD desarrolla su misión electoral en Argelia y, como resultado de ello, presenta su informe además de ofrecer ruedas de prensa (Algiers, Argelia). Más información en: https://web.archive.org/web/20150413114854/http://gnrd.net/seemore.php?id=306
23 de mayo – Participación en el seminario organizado por la Oficina del Alto Comisionado para los Derechos Humanos de la ONU (OACDH) sobre el impacto de medidas coercitivas unilaterales en el disfrute de los derechos humanos, en especial su impacto socioeconómico en mujeres, niños y niñas (Oficina de la ONU en Ginebra, Suiza). Más información en: https://web.archive.org/web/20150413110553/http://gnrd.net/seemore.php?id=354
26–28 de mayo – Bajo aprobación de la autoridad egipcia, GNRD lleva a cabo su misión de observación electoral junto con the International Institute for Peace, Justice and Human Rights (IIPJHR) y su socio local, MAAT Foundation for Peace, Development and Human Rights (acreditado como observador nacional). Más información en: https://web.archive.org/web/20150413112710/http://gnrd.net/seemore.php?id=348
1 de junio – Apoyo al modelo de simulación “Almun” de la Liga Árabe y contribución al desarrollo y éxito de la juventud árabe. Más información en: https://web.archive.org/web/20150402170901/http://gnrd.net/seemore.php?id=353 - sthash.9priHRyN.dpuf
7 de junio – Participación en el simposio internacional “ Misiones de investigación de la ONU sobre la protección y la consolidación de los derechos humanos. Más información en: See more at: https://web.archive.org/web/20150408160656/http://www.gnrd.net/seemore.php?id=359
10 de junio – Participación junto con IIPJHR (the International Institute for Peace, Justice and Human Rights) en la 26 ª Sesión del Consejo de Derechos Humanos de la ONU sobre “Cambio Climático y Derechos Humanos (UNOG-Sede de las Naciones Unidas en Ginebra, Suiza). Más información en: https://web.archive.org/web/20150413105646/http://gnrd.net/seemore.php?id=362
12 de junio – Celebración de la cena de gala en la que se presentó el primer informe sobre los resultados de las elecciones presidenciales de Egipto en 2014. Más información en: https://web.archive.org/web/20150413114108/http://gnrd.net/seemore.php?id=364
12 de junio – Junto con Ma’arij Foundation for Peace and Development (Ma’arij), GNRD organiza un evento paralelo en el marco de la 26 ª Sesión del Consejo de Derechos Humanos de la ONU en Ginebra. En dicho evento dos ministros del gobierno de Sudán explicaron cómo las sanciones habían afectado a los grupos de población más vulnerables. Más información en: https://web.archive.org/web/20150413115944/http://gnrd.net/seemore.php?id=366
13 de junio – Asistencia a la ceremonia de graduación para niños y niñas de “Al-Hussein Society for the Habilitation/Rehabilitation of the Physically Challenged” (AHS) que promueve, bajo el patrocinio de la Princesa Majida Raad, la rehabilitación y educación de personas con discapacidades físicas. Más información en: https://web.archive.org/web/20150413105930/http://gnrd.net/seemore.php?id=368
16 de junio –Dentro de la 26 ª Sesión del Consejo de Derechos Humanos de la ONU, GNRD organiza un evento paralelo junto con the International Institute for Peace, Justice and Human Rights (IIPJHR), en el que se dieron a conocer los resultados de la misión electoral en Egipto: “Elecciones presidenciales en Egipto: Proceso, importancia y futuros desafíos”. Más información en: https://web.archive.org/web/20150413120513/http://gnrd.net/seemore.php?id=371
17 de junio – Organización del evento paralelo “Juventud y Radicalización: Desafío internacional, Retos Familiares” junto con International Institute for Peace, Justice and Human Rights (IIPJHR). En él se analizó la necesidad de cambiar la visión común de los jóvenes combatientes. Más información en: https://web.archive.org/web/20150413111319/http://gnrd.net/seemore.php?id=372
19 de junio – Envío de una delegación noruega de derechos humanos a Siria. El propósito de esta misión es documentar la situación humanitarian en Rojava, provincia kurda de Syria con especial atención a los derechos humanos y los crímenes de guerra. Más información: https://web.archive.org/web/20150413112500/http://gnrd.net/seemore.php?id=376
20 de junio – Junto con IIPJHR (the International Institute for Peace, Justice and Human Rights), GNRD organiza un evento paralelo en el marco de la 26 ª Sesión del Consejo de Derechos Humanos de la ONU para dar la bienvenida a la transición argelina a la democracia. Más información en: https://web.archive.org/web/20150413111058/http://gnrd.net/seemore.php?id=378
24 de junio – Inicio del programa “Todos por un medio ambiente saludable” en el que se llevaron a cabo actividadescomo la limpieza y renovación de parques. Este programa se enmarcó dentro del Día Internacional de la Administración Pública. Más información en: https://web.archive.org/web/20150413115731/http://gnrd.net/seemore.php?id=384
25 de junio – Organización del evento paralelo “Egipto: transición democrática e igualdad de derechos” dentro de la 26 ª Sesión del Consejo de Derechos Humanos de la ONU. Más información en: https://web.archive.org/web/20150413105927/http://gnrd.net/seemore.php?id=385
25 de junio – Visita a personas mayores y personas huérfanas con Ramadan. See more at: https://web.archive.org/web/20150413110200/http://gnrd.net/seemore.php?id=388
24 de junio – GNRD junto con M Ma’arij Foundaton for Peace and Development organizó un evento en el Centro Global Rohingya (GRC).
Más información en: https://web.archive.org/web/20150413121018/http://gnrd.net/seemore.php?id=396  (NOT TO COPY: Note: This link is wrong, is the same that the one for the next event about Carola Samaha)
26 de junio – Presentación oficial en Noruega de Doña Carola Samaha como nueva Embajadora de Buena Voluntad de GNRD. Carola Samaha es una actriz y cantante libanesa, ganadora del World Music Award 2014 (Premio Mundial de la Música) en Mónaco como la mejor intérprete de Oriente Medio. Más información en: https://web.archive.org/web/20150413121018/http://gnrd.net/seemore.php?id=396
26 de junio – Organización del seminario “Comunicación como herramienta para el empoderamiento de los ciudadanos: consume responsible y derechos de una ciudadanía responsible”. Más información en: https://web.archive.org/web/20150413113000/http://gnrd.net/seemore.php?id=379
27 de junio -  GNRD-Bruselas celebra un evento en el Centro de Refugiados Fedasil (Fedasil Refugee Center) con objeto de sensibilizar a la población sobre los peligros que afrontan los y las menores refugiados no acompañados. Más información en: https://web.archive.org/web/20150402170815/http://gnrd.net/seemore.php?id=398 - sthash.jRC6K68B.dpuf
30 de junio – Participación en la conferencia “El factor X: avanzando hacia una política exterior más inteligente; Mujeres, Paz y Seguridad” en la que se puso de manifiesto la importancia de integrar a las mujeres en los procesos de paz y seguridad. Más información en: https://web.archive.org/web/20150409080153/http://www.gnrd.net/seemore.php?id=402
4 de julio – GNRD-España organiza un tributo al poeta Mahmoud Darwish “La cultura como herramienta para la promoción de los derechos humanos”. Ver más en: https://web.archive.org/web/20150402173456/http://gnrd.net/seemore.php?id=408 - sthash.vHwjE6Ur.dpuf
8 de julio – Participación en el debate sobre los derechos de niñas y mujeres a la educación, organizado por el Comité para la Eliminación de la Discriminación contra las Mujeres de la Oficina del Alto Comisionado de la ONU en Ginebra. Ver más en: https://web.archive.org/web/20150413115819/http://gnrd.net/seemore.php?id=410
9 de julio – GNRD, junto the International Institute for Peace, Justice and Human Rights (IIPJHR), recibe a estudiantes de la Escuela de Diplomacia y Relaciones Internacionales de Ginebra. Más información en: https://web.archive.org/web/20150402170903/http://gnrd.net/seemore.php?id=413 - sthash.Stju6wpM.dpuf
10 de julio – Presentación de la iniciativa internacional sobre Derechos Humanos y Lucha contra el Terrorismo. Más información en: https://web.archive.org/web/20150402170923/http://gnrd.net/seemore.php?id=419 - sthash.3HmV53o1.dpuf
17 de julio – GNRD-Ginebra organiza una mesa redonda con las ONG con el fin de analizar posibles formas de colaboración en materia de promoción y comunicación con vistas de incrementar su radio de influencia. Más información en: https://web.archive.org/web/20150402171255/http://gnrd.net/seemore.php?id=421 - sthash.AvWltpei.dpuf
17 de julio – GNRD-Amman organiza “Ramadan brings us together”, el primer evento de la campaña Ramadan dirigido a niñas y niños de que viven en orfanatos como forma de proteger los derechos de la infancia. Más información en: https://web.archive.org/web/20150413112713/http://gnrd.net/seemore.php?id=434
23 de julio – Doña Carole Samaha, Embajadora de Buena Voluntad de GNRD visita el campo de refugiados de Al-Zaatari Refugee Camp. Más información en: https://web.archive.org/web/20150402171358/http://gnrd.net/seemore.php?id=439 - sthash.dlkDsIj3.dpuf
24 de julio – La segunda actividad de la campaña Ramadán “Ramadan brings us together” distribuye paquetes de comida destinados a familias con especiales necesidades. Más información en: https://web.archive.org/web/20150402171214/http://gnrd.net/seemore.php?id=446 - sthash.49FIznQl.dpuf
25 de julio – Encuentro de GNRD-España con las principales organizaciones de defensa de los derechos humanos “Nuevos desafíos para un mundo mejor”. Más información en: https://web.archive.org/web/20150402170839/http://gnrd.net/seemore.php?id=447 - sthash.Dx75Qtcb.dpuf
29 de julio - Doña Carole Samaha, Embajadora de Buena Voluntad de GNRD, inaugura la campaña para promover el desarrollo en los suburbios. Más información en: https://web.archive.org/web/20150402092922/http://gnrd.net/seemore.php?id=464 - sthash.EcKWssyc.dpuf
29 de julio – El Grupo de Jóvenes de GNRD (YGGNRD) de Brasil, junto con Hemosc, organiza un evento para estimular las donaciones de sangre en la campaña “Dona Sangre, Da Vida”. Más información en:  https://web.archive.org/web/20150402171006/http://gnrd.net/seemore.php?id=469 - sthash.O2cDmEet.dpuf
5 de agosto – GNRD participa junto con otras ONG en la recepción de despedida de la Comisaria de Derechos Humanos de las Naciones Unidas. Más información en: https://web.archive.org/web/20150402170935/http://gnrd.net/seemore.php?id=559 - sthash.xtjOlHEF.dpuf
7 de agosto – Puesta en marcha del Proyecto “I Want To Help” (“Quiero ayudar”) a través del Grupo de Jóvenes GNRD de Brasil. El proyecto se dirige a niñas y niños que se encuentran en situaciones desfavorecidas con objetio de promover y proteger los derechos de la juventud y de la infancia. Más información en: https://web.archive.org/web/20150402171156/http://gnrd.net/seemore.php?id=563 - sthash.xcn13AH9.dpuf
7 de agosto – Publicación del Informe Final de la Misión de Observación Electoral Conjunta de las elecciones presidenciales en Egipto que tuvieron lugar del 26 al 28 de mayo de 2014. Más información en: https://web.archive.org/web/20150413115338/http://gnrd.net/seemore.php?id=564
7 de agosto - Diana Zarzo, Directora de GNRD-Valencia es entrevistada en Radio Nacional Española donde expuso los objetivos de GNRD¬-Valencia y los planes de expansión en América Latina. Más información en: https://web.archive.org/web/20150413110636/http://gnrd.net/seemore.php?id=567
13 de agosto – Seguimiento diario de los crímenes atroces cometidos por ISIL/ISIS, también conocido como “Daash”, para alentar a la comunidad internacional a que responda urgentemente para prevenir este genocidio y pedir una comité internacional que investigue los crímenes de esta organización con relación a la violación de los derechos humanos. Más información en: https://web.archive.org/web/20150413115523/http://gnrd.net/seemore.php?id=639
13 de agosto – Formación del Grupo de Jóvenes de GNRD en Jordán (YGGNRD). Más información en: https://web.archive.org/web/20150413112156/http://gnrd.net/seemore.php?id=645
15 de agosto – Doña Carole Samaha, Embajadora de Buena Voluntad de GNRD, visita orfanatos en El Líbano y presenta la iniciativa The School Bag’ (“La mochila escolar) a través de la cual distribuyó material escolar. Más información en: https://web.archive.org/web/20150413120429/http://gnrd.net/seemore.php?id=649
17 de agosto - GNRD y su Grupo de Jóvenes en Argerlia organizaran una serie de actividades para celebrar el Día Internacional de la Juventud. Más información en: https://web.archive.org/web/20150413110948/http://gnrd.net/seemore.php?id=663
22 de agosto – La oficina de GNRD en Dubái celebra el Día Mundial Humanitario participando en el evento patrocinado por la Ciudad Humanitaria Internacional (“International Humanitarian City”) en Dubái. Más información en: https://web.archive.org/web/20150413114357/http://gnrd.net/seemore.php?id=799
24 de agosto – El Grupo de Jóvenes de GNRD en Brasil lleva a cabo el Proyecto ‘Beach Clean’ (Playa Limpia) en la playa de Balneário Camboriú, Santa Catarina. El fin de tal actividad fue atraer la atención pública sobre la eliminación de los desperdicios y la preservación del medio ambiente. Más información en:  https://web.archive.org/web/20150413111410/http://gnrd.net/seemore.php?id=812
26-29 de agosto – Asistencia a la conferencia y la recepción organizadas por el Comité DIP-ONG de la ONU en Nueva York. Más información en: https://web.archive.org/web/20150413104706/http://gnrd.net/seemore.php?id=906
31 de agosto – El Grupo de Jóvenes de GNRD en Jordán presenta el proyecto "Don’t Delay, Give Today” cuyo objetivo es dar respuesta a las necesidades de niñas y niños en situaciones desfavorecidas en áreas rurales suministrándoles ropa, juguetes, libros y material escolar. Más información en: https://web.archive.org/web/20150413103818/http://gnrd.net/seemore.php?id=895
1 de septiembre – Presentación de GNRD-W, un nuevo departamento dedicado a la protección y promoción de los derechos de mujeres y niñas en el mundo. GNRD-W reclama la puesta en marcha de los instrumentos de la ONU, en particular la Convención sobre la Eliminación de Todas formas de Discriminación contra las Mujeres (CETFDCM) llamando la atención sobre aquellos países que la han ratificado con reservas. Más información en: https://web.archive.org/web/20150413113159/http://gnrd.net/seemore.php?id=874
8 de septiembre – Asistencia a la 27.ª sesión del Consejo de Derechos Humanos de la ONU  ‘Empoderamiento de Mujeres y Educación’ en Ginebra. Más información en: https://web.archive.org/web/20150413105515/http://gnrd.net/seemore.php?id=887
9 de septiembre – En el marco de la 27.ª sesión del Consejo de Derechos Humanos de la ONU, GNRD y the International Institute for Peace, Justice and Human Rights (IIPJHR) organizan un debate sobre derechos humanos y lucha contra el terrorismo. Más información en: https://web.archive.org/web/20150413120257/http://gnrd.net/seemore.php?id=894
9 de septiembre – En el marco del proyecto "Don’t Delay, Give Today” el Grupo de Jóvenes de GNRD en Jordán continuó las actividades con el fin de cubrir las necesidades de niñas y niños en situaciones desfavorecidas. Más información en: https://web.archive.org/web/20150413103818/http://gnrd.net/seemore.php?id=895
11 de septiembre – En el decimotercer aniversario del 11-S, GNRD expresa sus sinceras condolescencias para render homenaje a las víctimas de este trágico suceso, haciendo a su vez un llamamiento para proteger los derechos humanos en la lucha contra el terrorismo. Más información en: https://web.archive.org/web/20150413112502/http://gnrd.net/seemore.php?id=905
16 de septiembre – Con objeto de difundir el mensaje de que siempre hay esperanza para un futuro mejor, el Grupo de Jóvenes de GNRD de Jordan organiza una jornada de animación llamada " Spread Hope" destinada a la juventud cristina desplazada de Irak, donde han sido víctimas de los actos inhumanos de Daesh. Más información en: https://web.archive.org/web/20150413111142/http://gnrd.net/seemore.php?id=930
17 de septiembre – El activista medioambiental Bill McKibben, cofundador de 350.org declara que la Marcha de las Personas contra el Cambio Climático (“People’s Climate Change March”) en Nueva York el 12 de septiembre será una de las mayores manifestaciones medioambientales de la historia. Más información en: https://web.archive.org/web/20150413110114/http://gnrd.net/seemore.php?id=928
17 de septiembre – Junto con Ma’arij Foundation for Peace and Development, GNRD organiza un evento paralelo en el marco de la 27 ª Sesión del Consejo de Derechos Humanos de la ONU en la que se pidió a los Estados Unidos poner fin las sanciones unilaterales contra Sudán. Más información en https://web.archive.org/web/20150413114005/http://gnrd.net/seemore.php?id=923
21 de septiembre – En aras de promover la tolerancia e integración de inmigrantes, GNRD-Valencia organiza un torneo solidario de fútbol para celebrar el Día Internacional de la Paz. Más información en:  https://web.archive.org/web/20150316154209/http://www.gnrd.net/seemore.php?id=922
22 de septiembre – El Grupo de Juventud de GNRD en Brasil participa en el proyecto “Clean up the World” en el que se limpiaron playas y ríos. Este proyecto fue creado por la Australian Foundation en colaboración con el Programa de Naciones Unidas para el medio ambiente. Más información en: https://web.archive.org/web/20150413120555/http://gnrd.net/seemore.php?id=939
24 de septiembre – GNRD- España se convierte en miembro de la Red Española de la Fundación Anna Lindh. Ello le permite a GNRD participar en las convocatorias de ayudas y actividades promovidas por esta fundación. Más información en: https://web.archive.org/web/20150402095444/http://gnrd.net/seemore.php?id=945
27 de septiembre – En la Sesión del Consejo de Derechos Humanos de la ONU, los participantes reiteran la grave situación del desempleo joven. Más información en: https://web.archive.org/web/20150413111844/http://gnrd.net/seemore.php?id=952
29 de septiembre – Dentro de la 27.ª Sesión del Consejo de Derechos Humanos de la ONU, el evento paralelo «Los drones y los derechos humanos» pone de manifesto cómo los drones, usados con fines militares y civiles, plantean nuevos retos para los derechos humanos. Más información en: https://web.archive.org/web/20150413113105/http://gnrd.net/seemore.php?id=959
6 de septiembre – Con motivo del Día Internacional de la Sordera, GNRD expresa su creencia de que todas las personas tienen derecho a aprender y trabajar independientemente de sus discapacidades. Más información en: https://web.archive.org/web/20150413110812/http://gnrd.net/seemore.php?id=971
7 de octubre – GNRD es elegido como Observador Internacional de las próximas elecciones de Túnez. Más información en: https://web.archive.org/web/20150413115430/http://gnrd.net/seemore.php?id=972
15 de octubre – GNRD organiza la conferencia “La infancia en zonas de conflict” en el Parlamento Europeo. Más información en: https://web.archive.org/web/20150413105142/http://gnrd.net/seemore.php?id=1032
24 de octubre – GNRD - Amán participa en el maratón de Amman Marathon. Más información en: https://web.archive.org/web/20150413105337/http://gnrd.net/seemore.php?id=1115
3 de noviembre – La declaración de Bruselas por la Reconciliación Nacional Yemení concluye de forma satisfactoria con la ayuda de GNRD. Más información en: https://web.archive.org/web/20150404064611/http://www.gnrd.net/seemore.php?id=1088
5 de noviembre – GNRD-España se une a la campaña en favor de las mujeres víctimas del conflicto colombiano. Más información: https://web.archive.org/web/20150413111743/http://gnrd.net/seemore.php?Id=1172
11 de noviembre – GNRD firma un acuerdo con la Liga Árabe y el Modelo de Simulación de la ONU bajo el cual GNRD será el principal patrocinador del modelo durante el presente año. Más información en: https://web.archive.org/web/20150413105051/http://gnrd.net/seemore.php?id=1121
13 de noviembre – GNRD organiza en el Parlamento Europeo la Conferencia sobre la Misión Internacional de Observación en Túnez – Más información en: https://web.archive.org/web/20150413113305/http://gnrd.net/seemore.php?id=1130
13 de noviembre – GNRD-Valencia and Corporación colombiana Otra Escuela firman un acuerdo de trabajo en asuntos de cooperación internacional. Más información en: https://web.archive.org/web/20150413115904/http://gnrd.net/seemore.php?id=1147
15 de noviembre – El Grupo de Jóvenes de GNRD en Moldavia organiza un evento destinado a niños y niñas en situación de vulnerabilidad. Más información en: https://web.archive.org/web/20150413104713/http://gnrd.net/seemore.php?id=1151
20 y 27 de noviembre – El Grupo de Jóvenes de GNRD en Jordán desarrolla la campaña «Your city is in your hands». Más información en: https://web.archive.org/web/20150413112151/http://gnrd.net/seemore.php?id=1201
21 de noviembre – El Grupo de Jóvenes de GNRD en El Líbano lleva a cabo un taller sobre la Discriminación contra las Mujeres. Más información en: https://web.archive.org/web/20150413111146/http://gnrd.net/seemore.php?id=1162
22-23 de noviembre – El Grupo de Jóvenes de GNRD en India organiza el evento “My Play, My Place”.
Más información en: https://web.archive.org/web/20150413104459/http://gnrd.net/seemore.php?id=1188
26 de noviembre – 1 de diciembre – GNRD desarrolla el proyecto “I Have the Right to Play” en Túnez.
Más información en: https://web.archive.org/web/20150413121010/http://gnrd.net/seemore.php?id=1189
28 de noviembre – El Grupo de Jóvenes de GNRD en Moldavia organiza el evento «Life without drugs».
Más información en: https://web.archive.org/web/20150413105734/http://gnrd.net/seemore.php?id=1195
1 Dec – GNRD-España organiza en la Universidad de Valencia el seminario “Infancia y discapacidad” con objeto de fomenter la integración de niños y niñas con discapacidades. Más información en: https://web.archive.org/web/20150413120031/http://gnrd.net/seemore.php?id=1191
5 Dec – GNRD-Valencia participa en el festival de cine mediterráneo La Mostra Viva. Más información en: https://web.archive.org/web/20150413113853/http://gnrd.net/seemore.php?id=1199
6 Dec – El Grupo de Jóvenes de GNRD en Brasil participa en "Thrift Shop Viva Bicho"
9 Dec – GNRD organiza la mesa redonda “Protección de los derechos humanos en la lucha contra el terrorismo” en el Parlamento Europeo. Más información en:https://web.archive.org/web/20150404064417/http://gnrd.net/seemore.php?id=1202
12 Dec – GNRD asistente a la Conferencia NORAD en Oslo: “Derechos Humanos y Democracia”. Más información en: https://web.archive.org/web/20150413103920/http://gnrd.net/seemore.php?id=1206
15 Dec – El Grupo de Jóvenes de GNRD en el Líbano pone en marcha de forma satisfactoria su campaña de donaciones en el campo de refugiados Shateela. Más información en: https://web.archive.org/web/20150410074933/http://www.gnrd.net/seemore.php?id=1270
22 Dec – GNRD felicita a Túnez por las elecciones presidenciales que se han desarrollado de forma pacífica. Más información en: https://web.archive.org/web/20150423152920/http://www.gnrd.net/seemore.php?id=1222
28 Dec – El Grupo de Jóvenes de GNRD en Paquistán pone en marcha un campamento médico gratuito en la escuela secundaria para niñas ‘Killi Qambrani’, ofreciendo reconocimientos médicos a las escolares. Más información en: https://web.archive.org/web/20150410074824/http://www.gnrd.net/seemore.php?id=1278

## Informes 2014
1 de agosto – Promoción y protección del derecho a la privacidad en la era digital. Ver informe en: https://web.archive.org/web/20150413115340/http://gnrd.net/seemore.php?id=472
2  de agosto - GNRD Informe: Derechos Humanos y Lucha contra el Terrorismo. Ver informe en: https://web.archive.org/web/20150413120836/http://gnrd.net/seemore.php?id=520
3 de agosto – La Organización Mundial de la Salud (OMS) presenta estadísticas sobre el abuso sexual de menores a la comunidad internacional y GNRD presenta el estudio de casos nacionales a través del informe  “Are We Doing Enough To Fight Against Child Sex Abuse?”  Ver informe en: https://web.archive.org/web/20150413111139/http://gnrd.net/seemore.php?id=523
7 de agosto – Artículo sobre “Mujeres, Paz y Securidad” que pone de manifiesto la infrarrepresentación de las mujeres en la vida política. Ver informe en: https://web.archive.org/web/20150413110808/http://gnrd.net/seemore.php?id=562
7 de agosto – Publicación del informe final sobre la Misión de Observación Conjunta de las elecciones presidenciales en Egipto que tuvieron lugar del 26 al 28 de mayo. Ver informe en: https://web.archive.org/web/20150413115338/http://gnrd.net/seemore.php?id=564
7 de agosto – Suecia supera a Noruega en el International Human Rights Rank Indicator (IHRRI). Ver informe en: https://web.archive.org/web/20150413105139/http://gnrd.net/seemore.php?id=565
7 de agosto – Publicado el informe sobre las medidas de protección para las familias en Austria y Alemania. Ver informe en: https://web.archive.org/web/20150413114849/http://gnrd.net/seemore.php?id=566
9 de agosto – Informe “Mujeres y Desarrollo Sostenible en los Emiratos Árabes” que analiza el rol de las mujeres en el país. Ver informe en: https://web.archive.org/web/20150403022925/http://www.gnrd.net/seemore.php?id=635
9 de agosto – Política de apoyo a la familia en Bélgica. Ver informe en: https://web.archive.org/web/20150413105557/http://gnrd.net/seemore.php?id=637
13 de agosto – Declaración de alerta urgente a la comunidad internacional para que responda rápidamente a los crímenes de la organización ISIL/ISIS (“Daash”). Ver informe en: https://web.archive.org/web/20150413115523/http://gnrd.net/seemore.php?id=639
15 de agosto – Violación de los derechos de la infancia en el mundo: tipos de violencia, factores y su impacto en la infancia. El informe incluye diferentes privaciones y formas de abuso así como información sobre el informe realizado por la Organización Internacional del Trabajo (OIT) en 2013 sobre el trabajo infantile y la Convención de la ONU sobre los derechos de la infancia. Ver informe en: https://web.archive.org/web/20150413115521/http://gnrd.net/seemore.php?id=651
18 de agosto – Informe sobre el acceso de personas con dispacidades al mercado laboral: Proteger los derechos laborales de los grupos más vulnerables. Ver informe en: https://web.archive.org/web/20150413110815/http://gnrd.net/seemore.php?id=666
19 de agosto – La educación en la Agenda II Post-2015. El informe incluye la investigación realizada por el Banco Mundial “Voice and Agency: Empowering Women and Girls for Shared Prosperity” y el informe de la UNESCO de 2014 “Global Monitoring Report Teaching and Learning: Achieving Quality for All”. Ver informe en: https://web.archive.org/web/20150413111322/http://gnrd.net/seemore.php?id=731
21 de agosto – La prohibición de votar que Gran Bretaña aplicaba a la comunidad penitenciaria es declarada ilegal por violar los derechos humanos según la legislación internacional: “Prisoners Voting Rights: Strike Number Three for the United Kingdom.” Ver informe en: https://web.archive.org/web/20150413104956/http://gnrd.net/seemore.php?id=790
26 de agosto – La eutanasia desde la perspetiva de los derechos humanos (Incluye definiciones, marco legal y un estudio de caso). Ver informe en: https://web.archive.org/web/20150413110022/http://gnrd.net/seemore.php?id=808
1 de agosto – La Declaración Universal de Derechos de la Humanidad proclama los derechos inalienables de las personas. Ver informe en: https://web.archive.org/web/20150413115817/http://gnrd.net/seemore.php?id=838
2 de agosto – Publicado informe sobre cómo empoderar a las mujeres en la lucha contra la radicalización y el extremismo violento. Ver informe en: https://web.archive.org/web/20150413103918/http://gnrd.net/seemore.php?id=846
9 de agosto – Publicado informe “La libertad de expression y la privacidad: un debate sobre los límites de la democracia”. Ver informe en: https://web.archive.org/web/20150413112002/http://gnrd.net/seemore.php?id=875
16 de septiembre – Informe y Recomendaciones sobre la Recuperación de víctimas de tráfico de personas. Ver informe en: https://web.archive.org/web/20150413113856/http://gnrd.net/seemore.php?id=918
16 de septiembre – Informe “My Body, My Right: Stop Torture”. Informe con recomendaciones para poner fin a la tortura. Ver informe en: https://web.archive.org/web/20150413110422/http://gnrd.net/seemore.php?id=919
18 de septiembre – Informe sobre privación de la nacionalidad: implicaciones para los derechos humanos de la ley canadiense C-24. Ver informe en: https://web.archive.org/web/20150413113759/http://gnrd.net/seemore.php?id=926
23 de septiembre – Derecho a la protesta: análisis de la situación en Calais (Francia)  Ver informe en: https://web.archive.org/web/20150413105238/http://gnrd.net/seemore.php?id=942
26 de septiembre – Desempleo Juvenil y Enfoque basado en los Derechos Humanos para el Desarrollo Social. Ver informe en: https://web.archive.org/web/20150413115424/http://gnrd.net/seemore.php?id=949
27 de septiembre – Garantizar la justicia en los tribunales: el derecho a un juicio justo. Ver informe en: https://web.archive.org/web/20150413120342/http://gnrd.net/seemore.php?id=951
5 de octubre – “La infancia: el futuro de mañana”, informe sobre los abusos a menores cometidos por ISIS. Ver informe en: https://web.archive.org/web/20150413104248/http://gnrd.net/seemore.php?id=964
5 de octubre – Desarrollo de la Juventud y Estudiantes Universitarios en Jordan. Ver informe en: https://web.archive.org/web/20150413120121/http://gnrd.net/seemore.php?id=965
21 de noviembre – Informe de la misión de observación conjunta de GNRD e IIPJHR sobre las elecciones parlamentarias en Túnez. Ver informe en: https://web.archive.org/web/20150402171001/http://gnrd.net/seemore.php?id=1153

## Actividades 2015
7 de enero – En el marco de su iniciativa internacional sobre derechos humanos y lucha contra el terrorismo, GNRD anuncia su conferencia internacional a nivel ministerial “Conciliar la lucha contra el terrorismo y los derechos humanos: desafíos y oportunidades” que tendrá lugar en Ginebra, Suiza los días 16 y 17 de febrero de 2015. Más información en: https://web.archive.org/web/20150410074809/http://www.gnrd.net/seemore.php?id=1248
15 de enero – GNRD and COMESA firman un memorando de acuerdo que busca fortalecer la cooperación entre ambas partes y facilitar el programa de integración y desarrollo de COMESA. Además GNRD es designado consultor de COMESA en las áreas recogidas en el memorando. Más información en: https://web.archive.org/web/20150410074829/http://www.gnrd.net/seemore.php?id=1307
15 de enero – GNRD-España organiza una conferencia en Madrid sobre Mujeres y la consolidación de la paz en Colombia. Más información en: https://web.archive.org/web/20150410074959/http://www.gnrd.net/seemore.php?id=1311
20 de enero – GNRD, bajo la aprobación oficial, lleva a cabo su observación de las elecciones presidenciales en Zambia. Más información en: https://web.archive.org/web/20150410074954/http://www.gnrd.net/seemore.php?id=1309

## Informes 2015
21 de enero – GNRD asiste en Túnez a la conferencia “Participación de mujeres y jóvenes en las elecciones tunecinas”. Ver informe en: https://web.archive.org/web/20150410074943/http://www.gnrd.net/seemore.php?id=1303